# Minstrel in the Gallery (singolo)
Minstreal in the Gallery  è un singolo del 1975 dei Jethro Tull, composta da Ian Anderson e Martin Barre.